# Sundae in New York
Sundae in New York ist ein US-amerikanischer knetanimierter Kurzfilm von Jimmy Picker aus dem Jahr 1983.

## Handlung
Ein Mann erwacht, mit Zeitungen zugedeckt, auf einer Parkbank in New York City. Er beginnt, mit den Zeilen „Start spreading the news“ den Titel New York, New York zu singen. In der Folge spiegelt der Liedtext entweder bruchstückhafte Szenen aus dem Leben des Mannes wider oder ironisiert sie. „If I can make it there“ singt der Mann, als er die U-Bahn benutzt, und „I want to wake up in that city that doesn't sleep“, als bereits früh am Morgen der Pizzabote vor der Tür steht. Andere Szenen zeigen ihn beim Skifahren, als Dr. Frankenstein oder Servierer, beim Hotdogessen, als Stand-up-Comedian, in einer Talkshow oder auf der Freiheitsstatue.

## Produktion
Sundae in New York ist ein knetanimierter Kurzfilm in Stop-Motion. Grundlage bildet der Titel New York New York von John Kander und Fred Ebb. Im Film treten verschiedene bekannte New Yorker Persönlichkeiten als Knetfiguren auf, darunter Groucho Marx, Frank Sinatra, Alfred E. Neuman, David Letterman und Rodney Dangerfield. Die Hauptfigur selbst weist Züge von Ed Koch auf, der 1983 Bürgermeister von New York City war. Der Gesang stammt von Scott Record.

## Auszeichnungen
Sundae in New York gewann 1984 den Oscar in der Kategorie „Bester animierter Kurzfilm“.